# New Madison (Ohio)
Pour les articles homonymes, voir New Madison.
New Madison est un village américain situé dans le comté de Darke, dans l'Ohio. Selon le recensement de 2010, sa population est de 892 habitants.